# Sergueï Soukhoroutchenkov
Sergueï Nikolaïevitch Soukhoroutchenkov (en russe : Сергей Николаевич Сухорученков), né le 10 août 1956 à Briansk en Russie (ex-URSS), est un coureur cycliste soviétique.
Médaillé d'or de la course en ligne aux Jeux olympiques de 1980 à Moscou, il a remporté à deux reprises le Tour de l'Avenir et la Course de la Paix, les deux épreuves phares du cyclisme amateur. Il fut considéré à l'époque comme le « Bernard Hinault » de ce cyclisme, dont il est l'un des champions les plus connus, avec l'Allemand Gustav-Adolf Schur, maître à pédaler de la RDA, et le Polonais Ryszard Szurkowski.

## Biographie
Fils d'agriculteurs, il apprend très jeune à tenir sur deux roues et à pédaler. En effet, l'école dont il suivait l'enseignement se trouvait distante de quatre kilomètres du domicile familial, et c'est à vélo qu'il s'y rendait avec son frère aîné. Ce frère, sûrement trop âgé pour partager ses jeux, occupe une place plus importante que l'anecdotique aller-retour cité en ouverture. 

### Son frère Viktor Soukhoroutchenkov
Viktor Soukhoroutchenkov lui a montré la voie de la compétition cycliste. Coureur de bon niveau, il intégrait en 1967 l'équipe soviétique. Sélectionné pour participer à la Milk Race, il y remporte une étape. Durant l'été de la même année, il participe au championnat du monde des 100 km par équipes où son équipe se classe cinquième. Lorsque Serguei eut grandi, passionné de cyclisme, c'est chez son frère Viktor qu'il vint résider, à Leningrad. Celui-ci l'oriente vers le Sport-Club du Travail de Leningrad.

### Les débuts, de Leningrad à Kouibychev
En 1974, il dispute sa première grande compétition nationale, une course organisée à Simferopol en Crimée. Il y est remarqué par Vladimir Petrov, l'entraîneur du centre sportif de Kouibychev. Celui-ci convainc Serguei de venir à Kouibychev. Désormais Serguei s'entraine tous les jours et il est inclus dans l'équipe nationale de l'URSS. À partir de février 1978 (victoire dans le Tour de Cuba) il est, dans les faits, coureur amateur à temps plein. Quand il ne court pas à l'étranger, il participe à des courses en URSS. C'est ainsi qu'il remporte le Championnat d'URSS en 1978.

### Une carrière cycliste contrastée
1,76 m, 72 kg, le gabarit du champion n'a rien d'exceptionnel. Après quatre saisons flamboyantes, son exclusion de la sélection nationale l'empêche d'avoir des résultats significatifs. 
La suite de la carrière de Soukhoroutchenkov, montre une césure après sa deuxième victoire dans la Course de la Paix en 1984. Il semble que Sergueï Soukhoroutchenkov visait légitimement un second sacre aux Jeux olympiques de Los Angeles mais ceux-ci sont boycottés par l'URSS.

### Professionnel en 1989
Au début de l'année 1989, Soukhoroutchenkov saisit l'occasion de la création de l'équipe Alfa Lum pour passer professionnel. Mais il a alors 32 ans et ne s'est plus montré dans les pelotons depuis 3 ans, hormis pour disputer des courses en URSS. De plus, le passage d'une quinzaine de Soviétiques dans la catégorie des professionnels a été négocié entre les dirigeants de l'équipe Alfa Lum et les responsables du cyclisme soviétique. Soukhoroutchenkov constate : « on nous paye encore comme des amateurs ». Les dirigeants des parties en présence n'avaient été le chercher de sa semi-retraite que pour l'image, tant son nom cristallisait à lui seul le cyclisme soviétique. 
Serguei Soukhoroutchenkov reste deux années avec ce statut. Il participe au Tour d'Espagne et au Tour d'Italie, change d'équipe entre les saisons 1989 et 1990, puis se retire de la compétition.

### Relations avec Viktor Kapitonov
Les interviews publiées en France dans le magazine Miroir du cyclisme font ressortir une personnalité forte et relataient les démêlés avec Viktor Kapitonov. En 2013, Soukhoroutchenkov revient sur ses relations avec Kapitonov, même s'il nie s'être fâché avec lui, il le décrit comme un personnage dur et méchant, à qui il attribue, pourtant, l'évolution du cyclisme en U.R.S.S.. Disposant d'un réservoir inépuisable de talents, Kapitonov considérait qu'une carrière de cycliste ne durait que trois ou quatre ans. À vingt-cinq ans, Kapitonov lui conseillait déjà de songer à sa reconversion, alors qu'il n'était pas encore champion olympique. En 1981, Kapitonov annonce aux coureurs de la sélection que s'ils ne gagnent pas le Tour de l'Avenir et la Course de la Paix, ils seront exclus. Soukhoroutchenkov termine deuxième les deux courses et toute l'équipe est interdite à jamais de courir sous le maillot de l'U.R.S.S. Tous les coureurs abandonnent le cyclisme, à l'exception de Soukho qui persévère. Courant pour une équipe commerciale de Leningrad, il réintègre l'équipe nationale dont Viktor Kapitonov est viré. Soukhoroutchenkov remporte de nouveau la Course de la Paix. Des années plus tard, Kapitonov lui a avoué qu'il aurait préféré qu'il ne gagne jamais plus.

### Vie privée
Veuf et père de sept enfants (dont au moins quatre fils : Sergueï, né en 1978, Egor, né en 1981, Volodia et Kolia, nés jumeaux en 1985), promu du grade de sous-lieutenant qui était le sien en 1978 à celui de capitaine de l'Armée rouge, grade correspondant au diplôme qu'il obtenait après sa reprise des études à l'Institut militaire de culture physique de Leningrad (Saint-Pétersbourg), le champion soviétique quittait la scène sans avoir pu réaliser le rêve de courir le Tour de France. 
Sa fille Olga Zabelinskaïa est également cycliste. Après avoir eu un enfant en 2006, elle reprend sa carrière en 2010. En 2011, elle courait dans l'équipe américaine Diadora - Pasta Zara.
Il réside actuellement dans la banlieue de Saint-Pétersbourg. Après le décès de sa seconde épouse, il doit multiplier les petits boulots pour subvenir aux besoins de sa famille, sa retraite de champion olympique ne suffisant pas. Il est aujourd'hui bien loin des privilèges que lui procura son titre olympique en URSS (comme une voiture qu'il n'alla jamais réclamer).

## Palmarès

### Palmarès amateur
- 1976
  - Épreuve contre-la-montre par équipes de Minsk (Biélorussie) avec l'équipe des "Forces armées (CSKA) (avec Yuri Gurianov, Nikolaï Kossariev, Sergeï Nikitenko)[14]
  - 2e du Championnat d'URSS par équipes (courses par étapes) avec l'équipe de la République socialiste fédérative soviétique de Russie (avec Ildar Goubaidulin, Yuri Gurianov, Nikolaï Kossariev, Nikolaï Tichkov)
- 1978
  -  Champion d'Union soviétique de cyclisme sur route, spécialité des « Courses à étapes »[15].
  - Tour de l'Avenir[16] :
    - Classement général
    - 1re, 6ea (contre-la-montre) et 9ea étapes

  - Tour de Cuba :
    - Classement général
    - 2e, 4ea (contre-la-montre par équipes) et 7e étapes[17]

  - 5e étape de la Milk Race
  - Hradec Kralove-Harrochov (Tchécoslovaquie)[18]
- 1979
  -  Champion des VIIe Spartakiades des peuples de l'Union soviétique dans le Championnat contre-la-montre par équipes avec l'équipe de la République socialiste fédérative soviétique de Russie (RSFSR) (avec Anatoli Yarkine, Youri Kachirine et Sergueï Chelpakov)[19]
  - Tour de l'Avenir[20] : 
    - Classement général
    - 6e étape

  - Course de la Paix[21] :
    - Classement général
    - 4e et 5e étapes

  - Tour des Régions italiennes :
    - Classement général
    - Prologue (contre-la-montre par équipes) et 6ea étape

  - 4ea étape du Tour de Cuba (contre-la-montre par équipes)
- 1980
  -  Champion olympique de la course en ligne des jeux olympiques de Moscou
  - 8e et 11ea étapes du Tour de l'Avenir
  - 6eb (contre-la-montre par équipes) et 9e étapes de la Milk Race
  - 4e étape du Tour des Régions italiennes[22]
  - 2e du Tour de Slovaquie
  - 2e du Tour de l'Avenir
  - 3e de la Milk Race[23]
- 1981
  - Tour des Régions italiennes :
    - Classement général
    - 1re et 5e étapes

  - 8e étape de la Course de la Paix[24]
  - 4e étape du Tour de Luxembourg
  - 2e de la Course de la Paix
  - 2e du Tour de l'Avenir
- 1982
  - 7e étape du GP Tell
  - 4eb étape du Circuit de la Sarthe
  - 2e du Tour de Sotchi[25]
- 1983
  - 2e du Championnat d'URSS des courses par étapes[26]
- 1984
  - Course de la Paix[27] :
    - Classement général
    - 8e étape

  - 3e du Tour de Sotchi[28]
- 1986
  - Prologue du Trophée Joaquim-Agostinho (contre-la-montre par équipes)
- 1987
  - 2e du Championnat d'URSS des courses par étapes
- 1988
  - 3e du Championnat d'URSS des courses par étapes

### Palmarès professionnel
- 1990
  - Tour du Chili :
    - Classement général
    - 3e étape

### Places d'honneur
- 4e du Tour de Luxembourg en 1981
- 4e de la Coors Classic en 1981[29]
- 4e du Grand Prix Guillaume Tell en 1978[30]
- 4e du Grand Prix Guillaume Tell en 1979
- 5e du Circuit de la Sarthe en 1982
- 5e du Championnat d'URSS sur route en 1980[31]
- 6e du Circuit de la Sarthe en 1979
- 10e de la Milk Race en 1978[32]
- 12e du Tour des Régions italiennes en 1982
- 16e du Tour de Cuba en 1981
- 17e de la Course de la Paix en 1982
- 18e du Tour de l'Avenir en 1982
- 18e du Circuit de la Sarthe en 1981
- 32e du championnat du monde amateur sur route en 1978
- 57e du championnat du monde amateur sur route en 1981

### Résultats dans les grands tours

#### Tour d'Espagne
- 1986 : 70e[33]
- 1989 : 69e[34]

#### Tour d'Italie
- 1989 : 54e

### Victoires des classements par équipes avec l'équipe de l'URSS
- Course de la Paix : 1979, 1981 et 1984
- Tour de l'Avenir : 1978, 1979, 1980 et 1981
- Tour de Luxembourg : 1981[35]
- Milk Race : 1978 et 1980
- Tour de Cuba : 1978 et 1979[36]
- Tour des Régions italiennes : 1980, 1981 et 1982
- GP Tell : 1978

## Récompenses et diplômes
- 1979 : Trophée Adidas
- 1980 : Trophée Adidas
- 1980 : Palmes d'Or du Trophée international Merlin-Plage
- 1981 : Palmes d'Or du Trophée International Merlin-Plage
- Diplômé de l'École des sports de Kouybishev/Samara.
- Maître des sports émérite de l'URSS en cyclisme.